# ZVH Volleybal
Lo ZVH Volleybal è una società pallavolistica maschile olandese, con sede a Zevenhuizen: milita nel campionato olandese di Eredivisie.

## Rosa 2024-2025
| N° | Nome                   | Ruolo | Data di nascita  | Nazionalità sportiva |
| -- | ---------------------- | ----- | ---------------- | -------------------- |
| 1  | Tom Sonneville         | P     | 28 dicembre 2007 | Paesi Bassi          |
| 2  | Koen Herrebout         | S     | 20 marzo 2002    | Paesi Bassi          |
| 3  | Niek Schiphof          | S     | 2 novembre 1996  | Paesi Bassi          |
| 4  | Nikita Artamonov       | P     | 22 marzo 1998    | Paesi Bassi          |
| 5  | Ayhan Firat            | L     | 24 novembre 2006 | Paesi Bassi          |
| 6  | Vincent van der Kraats | O     | 2000             | Paesi Bassi          |
| 7  | Michael Sack           | C     | 12 agosto 2000   | Stati Uniti          |
| 9  | Yoran Koezema          | O     | 28 ottobre 2005  | Paesi Bassi          |
| 10 | Benjamin Parkinson     | C     | 1997             | Paesi Bassi          |
| 11 | Luuk Steenbergen       | C     | 12 gennaio 2006  | Paesi Bassi          |
| 12 | Bram van der Wel       | S     | 4 luglio 2007    | Paesi Bassi          |
| 13 | Saimen Hage            | S     | 20 febbraio 2005 | Paesi Bassi          |
| 14 | Richard Rademaker      | L     | 18 marzo 1982    | Paesi Bassi          |
| 15 | Ries Visser            | C     | 2002             | Paesi Bassi          |
| 16 | Jake Anfiloff          | S     | 2006             | Paesi Bassi          |

## Palmarès
- Campionato olandese: 8

1989-90, 1991-92, 1997-98, 2003-04, 2004-05, 2005-06, 2008-09, 2010-11
- Coppa dei Paesi Bassi: 6

1988-89, 1989-90, 1990-91, 2004-05, 2005-06, 2006-07
- Supercoppa olandese: 3

1994, 2005, 2009

## Denominazioni precedenti
- 1964-1997: De Zevenklappers
- 1997-2010: Nesselande
- 2010-2011: Rotterdam
- 2011-2018: Nesselande